# Piper echinocaule
Piper echinocaule är en pepparväxtart som beskrevs av Truman George Yuncker. Piper echinocaule ingår i släktet Piper och familjen pepparväxter. Inga underarter finns listade i Catalogue of Life.